# Piazza Brembana
Piazza Brembana är en ort och kommun i provinsen Bergamo i regionen Lombardiet i Italien. Kommunen hade 1 205 invånare (2018).